# Fortress Around Your Heart
Fortress Around Your Heart è uno dei quattro singoli di successo estratti dal primo album solista di Sting, The Dream of the Blue Turtles  del 1985. Ha raggiunto l'ottavo posto della Billboard Hot 100 negli Stati Uniti e il 49º posto della Official Singles Chart nel Regno Unito. Negli Stati Uniti si è inoltre piazzato per due settimane al primo posto della Mainstream Rock Songs, diventando il secondo singolo di Sting a riuscirci dopo If You Love Somebody Set Them Free.
La canzone è inclusa nell'edizione statunitense della raccolta Fields of Gold: The Best of Sting 1984-1994.

## Informazioni sulla canzone
La canzone è stata ispirata dal divorzio di Sting. Il dolore che provava nel momento in cui è fallito il suo primo matrimonio lo ha portato a scrivere alcuni dei suoi singoli di maggior successo, tra cui Every Breath You Take e King of Pain. Sting scrisse questa canzone in studio di registrazione alle Barbados nel 1985. La canzone presenta un assolo di sassofono di Branford Marsalis, e nei versi può essere chiaramente ascoltata l'influenza della musica cinese.
In un'intervista rilasciata successivamente quell'anno, Sting ha affermato:
In un concerto a Parigi, durante una delle prime volte che Sting ha eseguito la canzone, il suo staff ha abbassato una piccola fortezza sul palco in una parodia della simile scena di Stonehenge tratta dal film This Is Spinal Tap. Questo particolare esibizione è immortalata nel film-documentario Bring on the Night.

## Classifiche
| Classifica (1985)             | Posizione massima |
| ----------------------------- | ----------------- |
| Belgio (Fiandre)              | 40                |
| Canada                        | 20                |
| Nuova Zelanda                 | 13                |
| Paesi Bassi                   | 26                |
| Regno Unito                   | 49                |
| Stati Uniti                   | 8                 |
| Stati Uniti (mainstream rock) | 1                 |